# Citrus × limon
Il limone (Citrus × limon (L.) Osbeck, 1765) è un albero da frutto appartenente alla famiglia delle Rutaceae. Il nome comune limone si può riferire tanto alla pianta quanto al suo frutto.
Secondo gli studi genetici, il limone è un ibrido e deriva dall'incrocio tra l'arancio amaro e il cedro.

## Storia

### Storia europea della coltivazione e del suo uso gastronomico
I limoni sono stati introdotti in Europa nel XIII secolo, inizialmente in Sicilia e in Spagna, e dalla seconda metà del XIV secolo anche in Germania.
Wilhelmina Jashemski ritiene, tuttavia, che i limoni fossero già coltivati nell'Impero Romano . Nel villaggio di Poppaea Sabina a Oplontis, che fu oggetto di scavi nel 1964, la sua coltivazione è dimostrata sull’esame dei rifiuti di legno e del tipo di estensione. Secondo Jashemski, i limoni sono rappresentati anche in alcuni dipinti a Pompei. 
Helena Attlee, tuttavia, ritiene che si tratti di limoni citronati, introdotti lì da Giudei immigrati in Calabria per ragioni rituali: nella Festa dei Tabernacoli, gli arba'at ha-minim (quattro piani menzionati nella Torah (Levitico 23:40) come rilevanti per la festa ebraica di Sucot) sono usati per i servizi nella sinagoga, basati sull'antica festa del raccolto. Oltre ai rami di palma, tre rami di mirto e due rami di salice di ruscello, include anche l'etrog, una varietà di limone giallo. 
L'arancia amara, che è più robusta nella coltivazione, e più tardi il limone più difficile da coltivare, è stata introdotta in Sicilia solo a partire dall'831 a seguito delle conquiste arabe. Con i suoi inverni piovosi e le estati secche, la Sicilia in realtà non è l'ideale per coltivare gli agrumi. Tuttavia, utilizzando i sistemi di irrigazione di epoca romana, i coloni arabi svilupparono metodi di irrigazione che permettevano la coltivazione. Ibn Hauqal, che ha anche visitato la Sicilia nei suoi lunghi viaggi, descrive anche nel suo libro L'immagine della terra del 977 i vasti giardini in cui crescevano aranci e limoni.
Nel Medioevo, l'uso dei limoni in cucina era limitato all'estremo sud dell'Europa. Nel XVI secolo, il succo di limone era ancora una novità come condimento per il pesce o il pollame alla corte del re inglese Enrico VIII.
I limoni vennero introdotti in America da Cristoforo Colombo che ne portò alcuni semi a Hispaniola.
Nel 1747 il medico scozzese James Lind consigliò l'utilizzo del succo di limone come cura contro lo scorbuto.
Nel XIX secolo il limone iniziò a essere coltivato intensivamente in Florida e California.

## Descrizione
Il limone è un albero che raggiunge dai 3 ai 6 metri di altezza. I germogli e i petali sono bianchi e violetti.
Il frutto è giallo all'esterno e quasi incolore all'interno, di forma sferica fino a ovale, spesso con una protuberanza all'apice e appuntito all'altra estremità. La buccia può essere da molto ruvida a liscia, più o meno foderata all'interno con una massa bianca spugnosa detta albedo. Solitamente i limoni si coltivano per la produzione di frutti, ma la pianta può essere coltivata in vaso a scopo ornamentale. Per le coltivazioni in vaso è consigliata terra specifica per agrumi e il rinvaso annuale prima del ricovero invernale in serra.

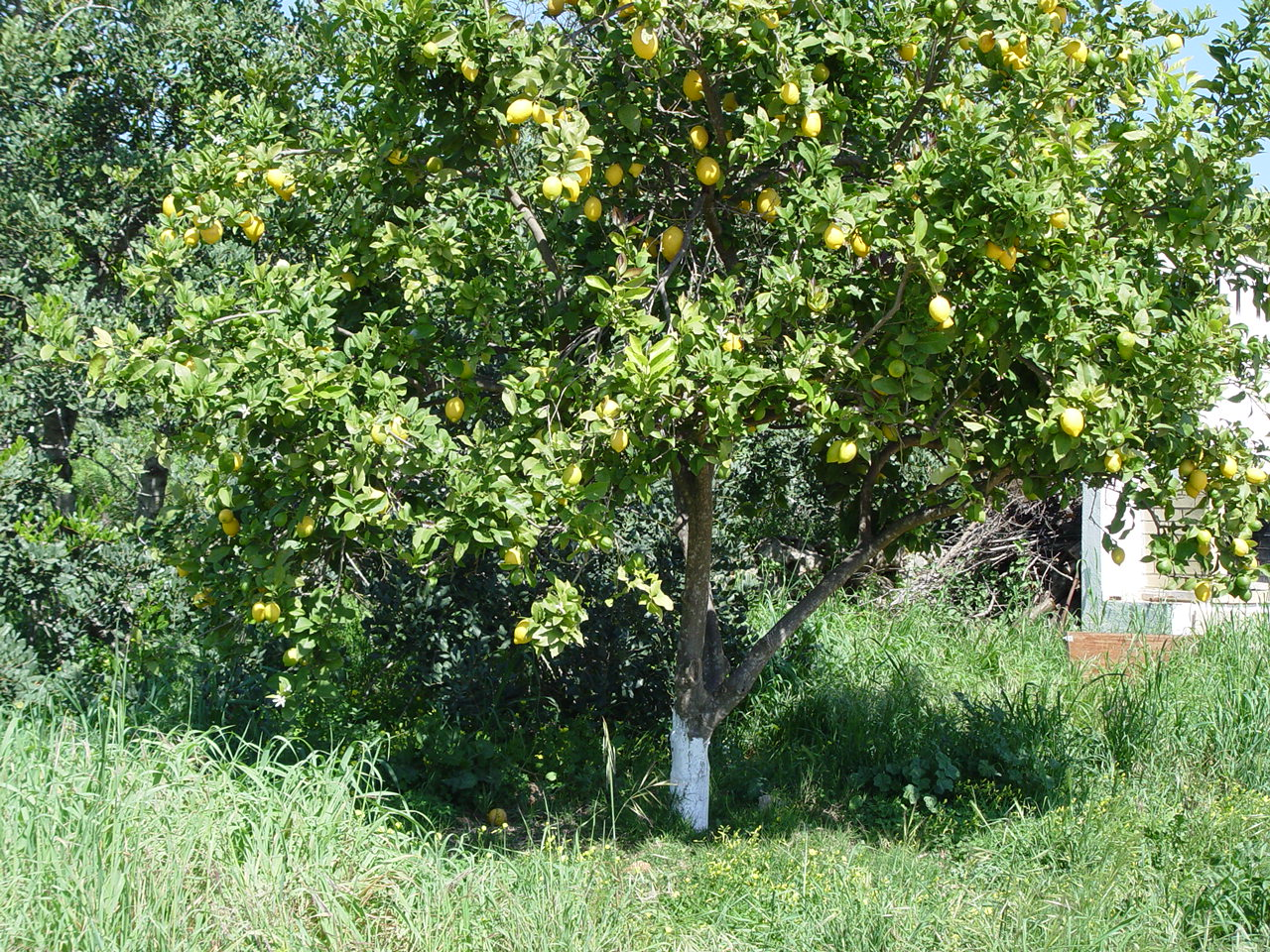
Albero
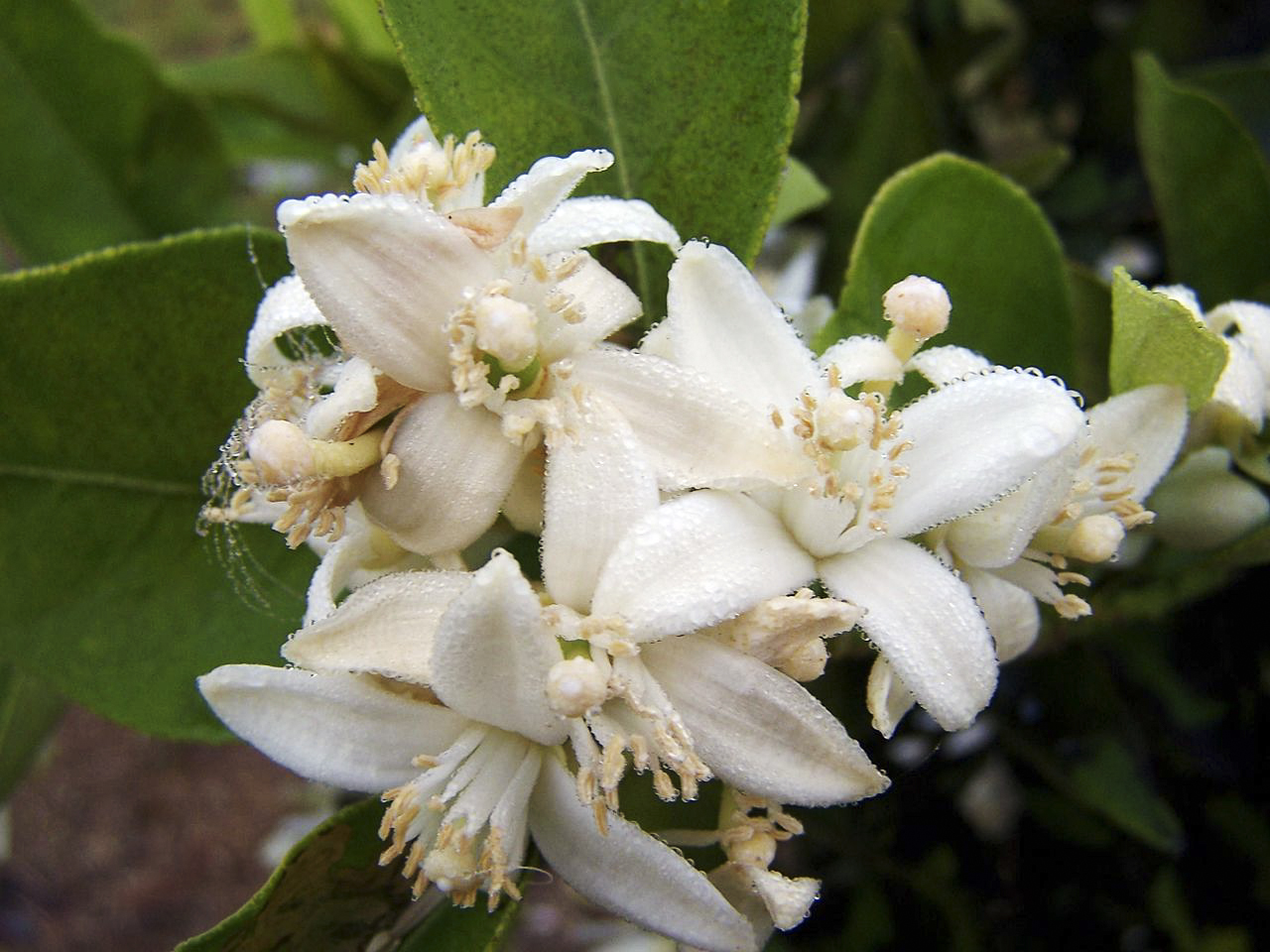
Fiori
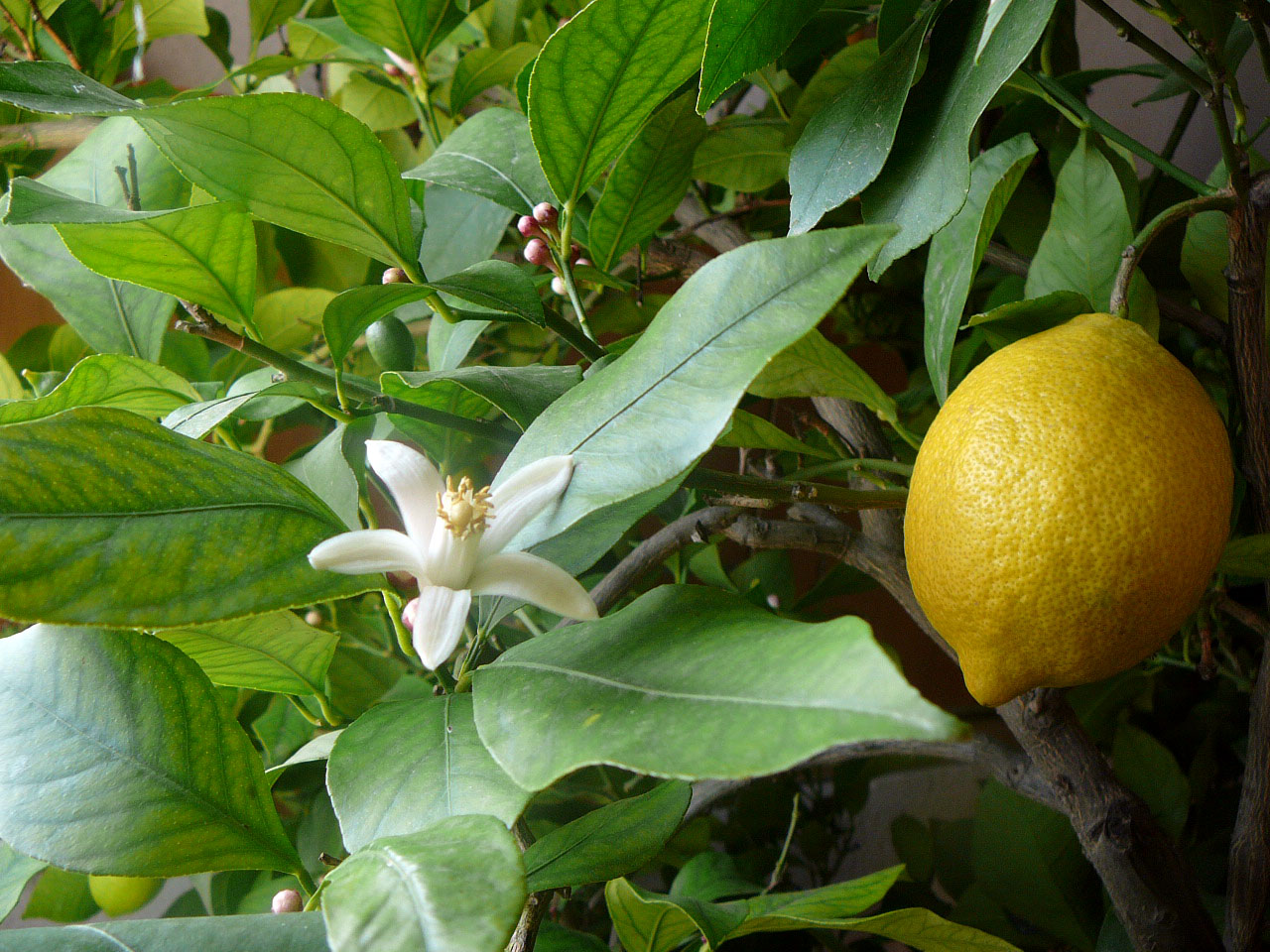
Fiore e frutto
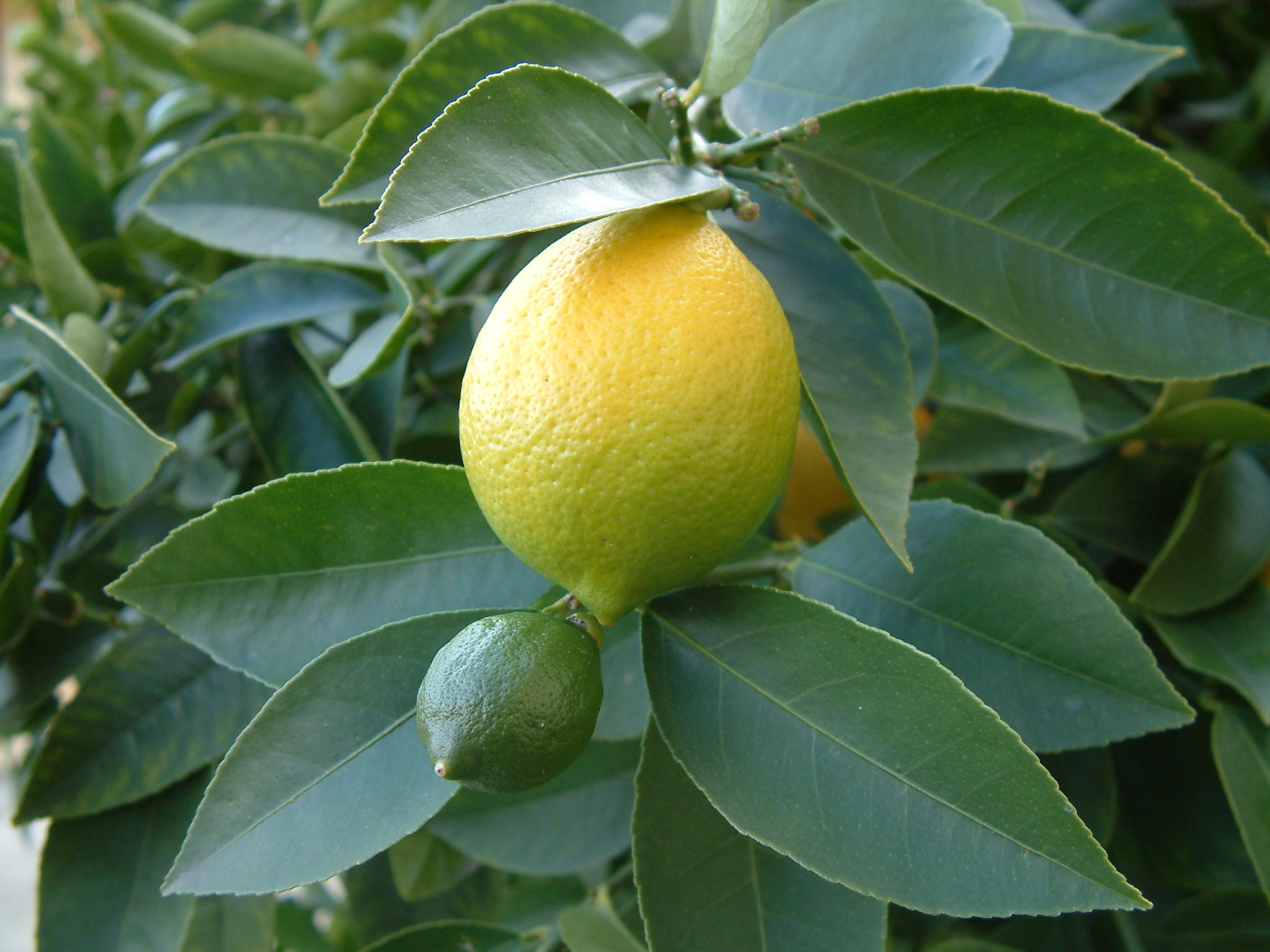
Frutto immaturo
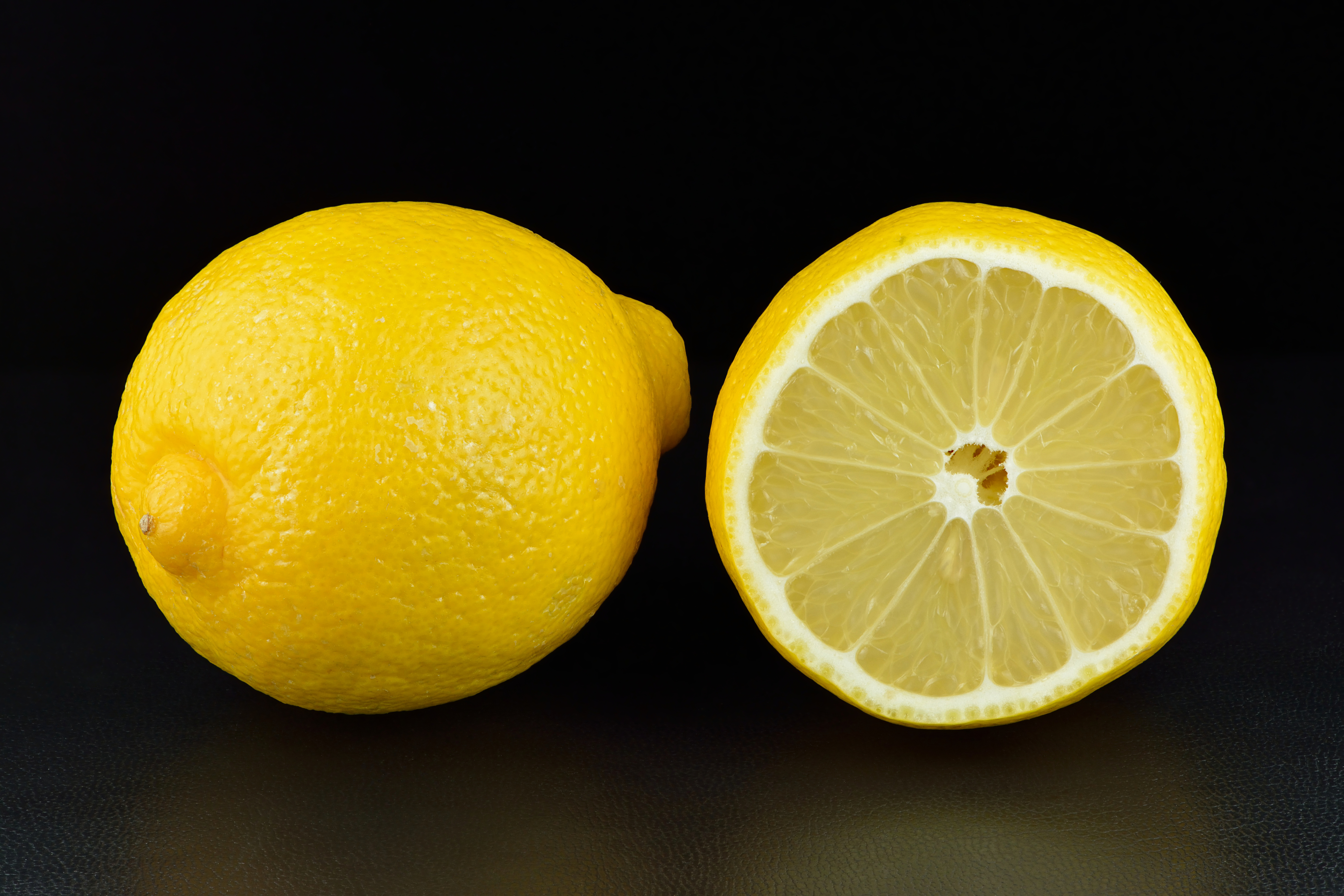
Frutti
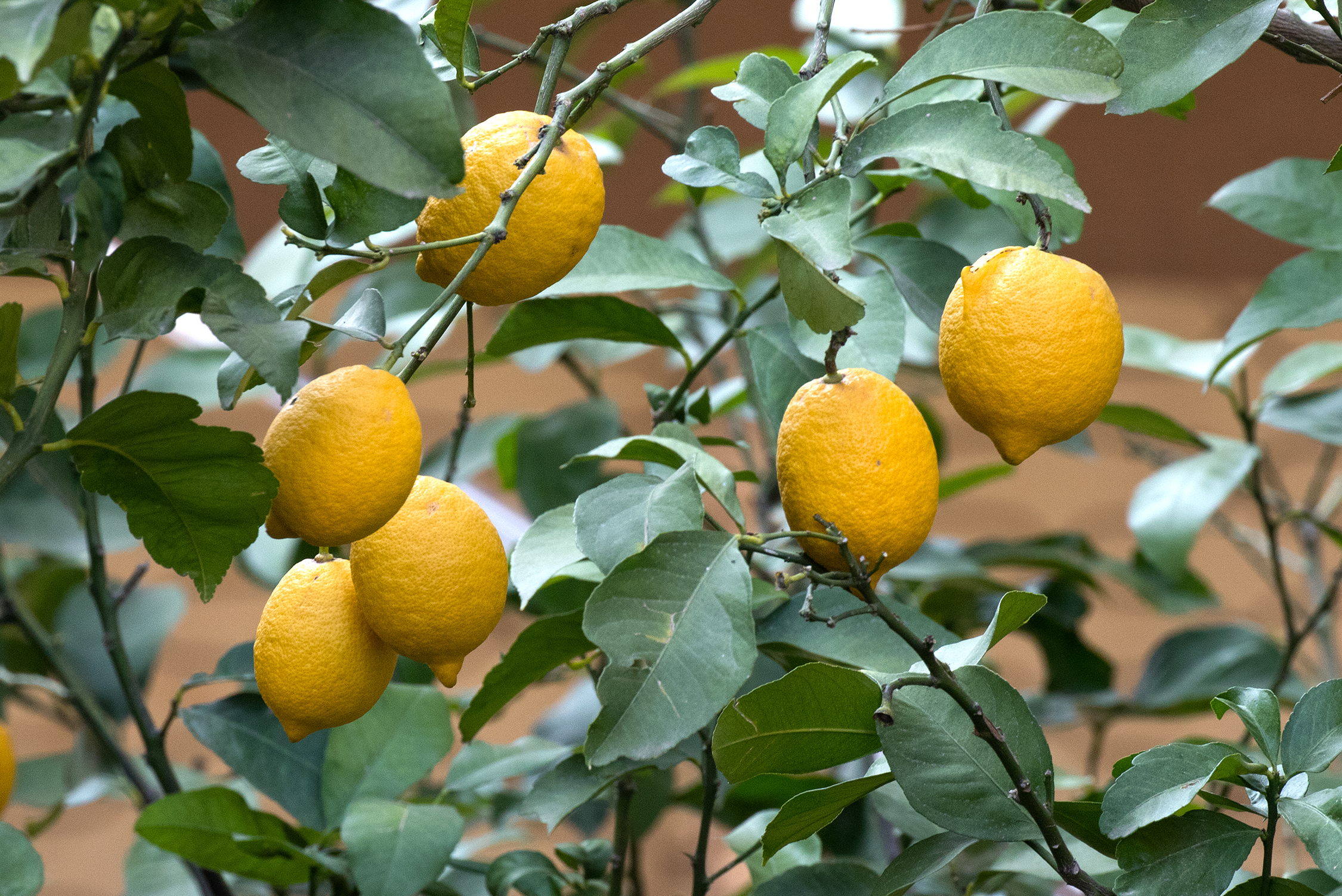
Frutti sull'albero

In clima favorevole, il limone fiorisce e fruttifica due volte l'anno. La fioritura dura almeno due mesi e il frutto maturo può attendere altri due mesi sull'albero prima di venir colto, il che favorisce una raccolta sistematica. La fioritura produce i frutti migliori, la cui raccolta dura poi tutto l'inverno, da novembre ad aprile o maggio. La seconda fioritura, a volte forzata nelle piantagioni commerciali, avviene in agosto e settembre, i frutti si possono raccogliere da maggio in poi, subito dopo quelli invernali. Esiste anche il cosiddetto limone lunario che fiorisce durante tutto l'anno e produce frutti continuamente tutto l'anno. In condizioni favorevoli, un albero adulto può dare da 600 a 800 frutti all'anno. Questo frutto, quando raggiunge la sua completa maturazione assume un colore giallo intenso, l’interno è sezionato in parti dette spicchi, composti, a loro volta da tante piccole membrane (a forma di goccia) contenenti il succo; queste gocce prendono il nome di lemmy.

## Varietà
I limoni sono coltivati in tutto il mondo in innumerevoli varietà che probabilmente neanche i botanici riescono a registrare correntemente. Le differenze tra di esse sono infatti riscontrabili prevalentemente nell'aspetto esteriore, mentre rimangono praticamente invariate sia le loro qualità alimentari sia la relativa importanza economica. Il limone infatti, ben raramente viene consumato come frutto fresco, per cui cambiamenti minori di gusto non sono molto importanti. Per la lavorazione industriale vanno bene tutte le varietà, con l'esclusione forse di quelle poche che per il precoce deterioramento vengono consumate sul luogo di produzione. Sono così quasi ignote le varietà del "limone rosso" e del "limone dolce" che danno frutti sempre agri, ma nel contempo abbastanza dolci da poter essere mangiati come frutta fresca. Quando questi limoni giungono a maturazione si deteriorano nel giro di due o tre giorni, per cui logicamente vengono consumati dalla popolazione locale e rimangono sconosciuti su un mercato più vasto.

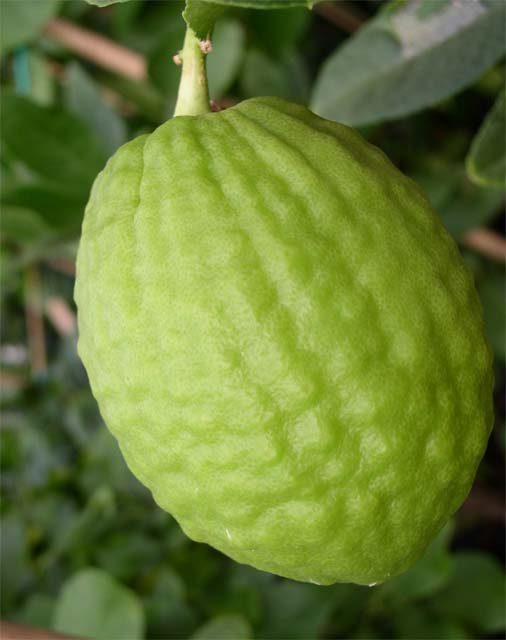
Limone corso

Spesso si fa distinzione tra limoni gialli e verdi, ma si tratta di una distinzione meramente commerciale, in quanto i due tipi crescono sullo stesso albero. Il limone verde è il prodotto della fioritura estiva, la quale viene spesso indotta artificialmente con l'assoluta privazione di irrigazione della pianta nei mesi di giugno e luglio. In questo modo si ottengono frutti dalla sottile buccia verde e dalla polpa molto succosa. Possono rimanere immagazzinati per lungo tempo e sopportano bene trasporti e sbalzi di temperatura, per cui vengono esportati in tutto il mondo, mentre i loro "fratelli" limoni invernali, coprono il fabbisogno dei mercati interni. Questo tipo di forzatura dell'albero ne abbrevia la vita, ma si tratta di una pratica molto vantaggiosa economicamente, per cui generalmente adottata in tutte le piantagioni.
Degli esempi di varietà di limone sono: limone della Costa d'Amalfi, limone di Sorrento, limone di Siracusa, limone corso (originario della Corsica e dalla polpa dolce), mano di Buddha, limone marocchino, greco e yemenita.

## Produzione e distribuzione geografica

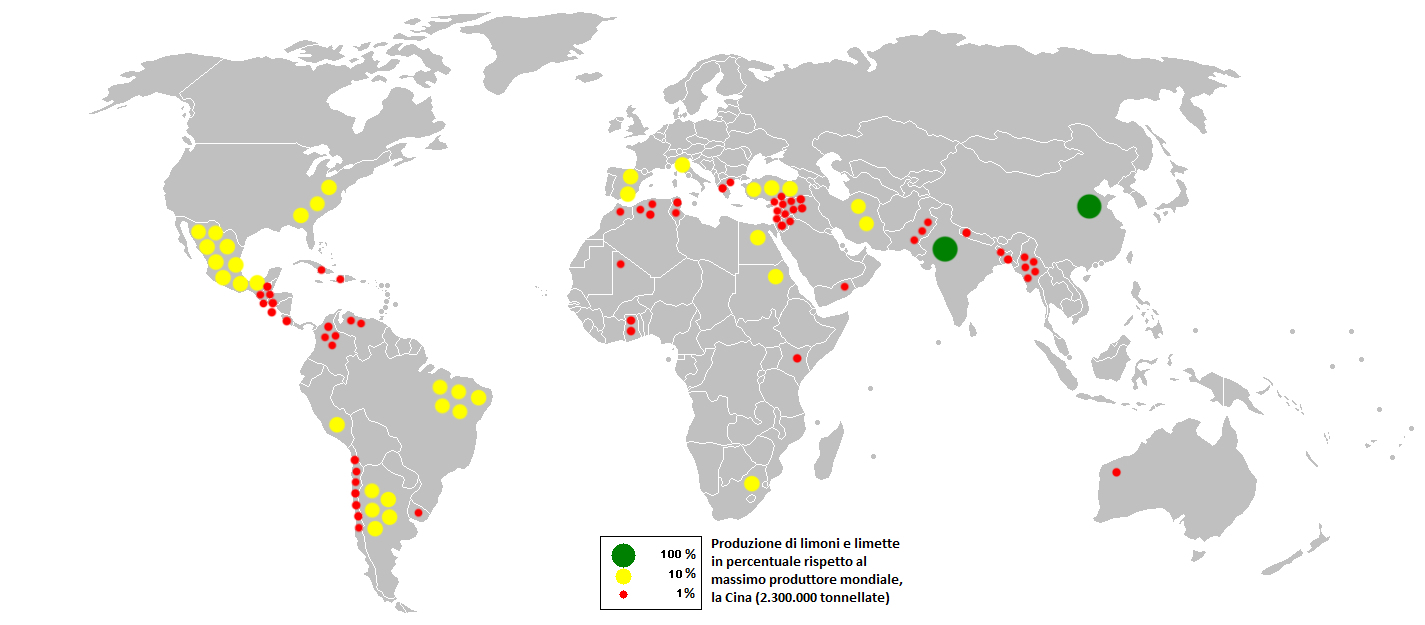
Produzione mondiale di limoni e lime (2012)

Il limone viene coltivato in tutto il mondo nella fascia subtropicale, dove il clima è sufficientemente caldo e umido ed è un importante prodotto di esportazione per molti paesi al di fuori dell'Unione europea nel periodo "fuori stagione". Il produttore maggiore è l'India (~16% della produzione mondiale di limone e lime), subito seguita da Messico (~13%), Cina (~13%), Argentina (~10%) e Brasile (~8%). Altri paesi sono Turchia, Spagna e Stati Uniti dove i limoni sono coltivati prevalentemente in Florida e California. Dalla metà degli anni ottanta tuttavia l'importanza economica della coltivazione del limone è in fase di forte decremento. In Italia il limone viene coltivato a scopo produttivo nei territori del lago di Garda e principalmente nel Mezzogiorno, in particolare: Sicilia, Calabria e Campania.
| India | 3 148 000   |
| Messico | 2 547 834   |
| Cina | 2 482 884F  |
| Argentina | 1 989 400   |
| Brasile | 1 481 322   |
| Turchia | 1 100 000   |
| Spagna | 1 087 232   |
| Stati Uniti | 812 840     |
| Sudafrica | 474 149     |
| Iran | 445 460     |
| Italia | 378 992     |
| Egitto | 353 111     |
| Sri Lanka | 316 260     |
| Produzione mondiale | 19 368 838F |
| F = Stima FAO; Fonte: (EN) Food And Agricultural Organization of United Nations: Economic And Social Department: The Statistical Division, su faostat.fao.org. URL consultato il 26 dicembre 2010 (archiviato dall'url originale il 19 giugno 2012). |             |

## Usi
In media, la buccia del limone può raggiungere il 40% del peso complessivo, un altro 3% è rappresentato dai semi. Pur trattandosi di una media il dato fa capire che il frutto non viene coltivato solo per il succo. Dalla buccia, molto apprezzata per la produzione di canditi, si estraggono anche essenze e pectina. Dai semi si estrae l'olio e gli avanzi si impiegano nell'alimentazione animale.
Con la buccia del limone si produce un liquore, il limoncello, nato in Campania e diffuso in tutto il mondo.

### Il succo

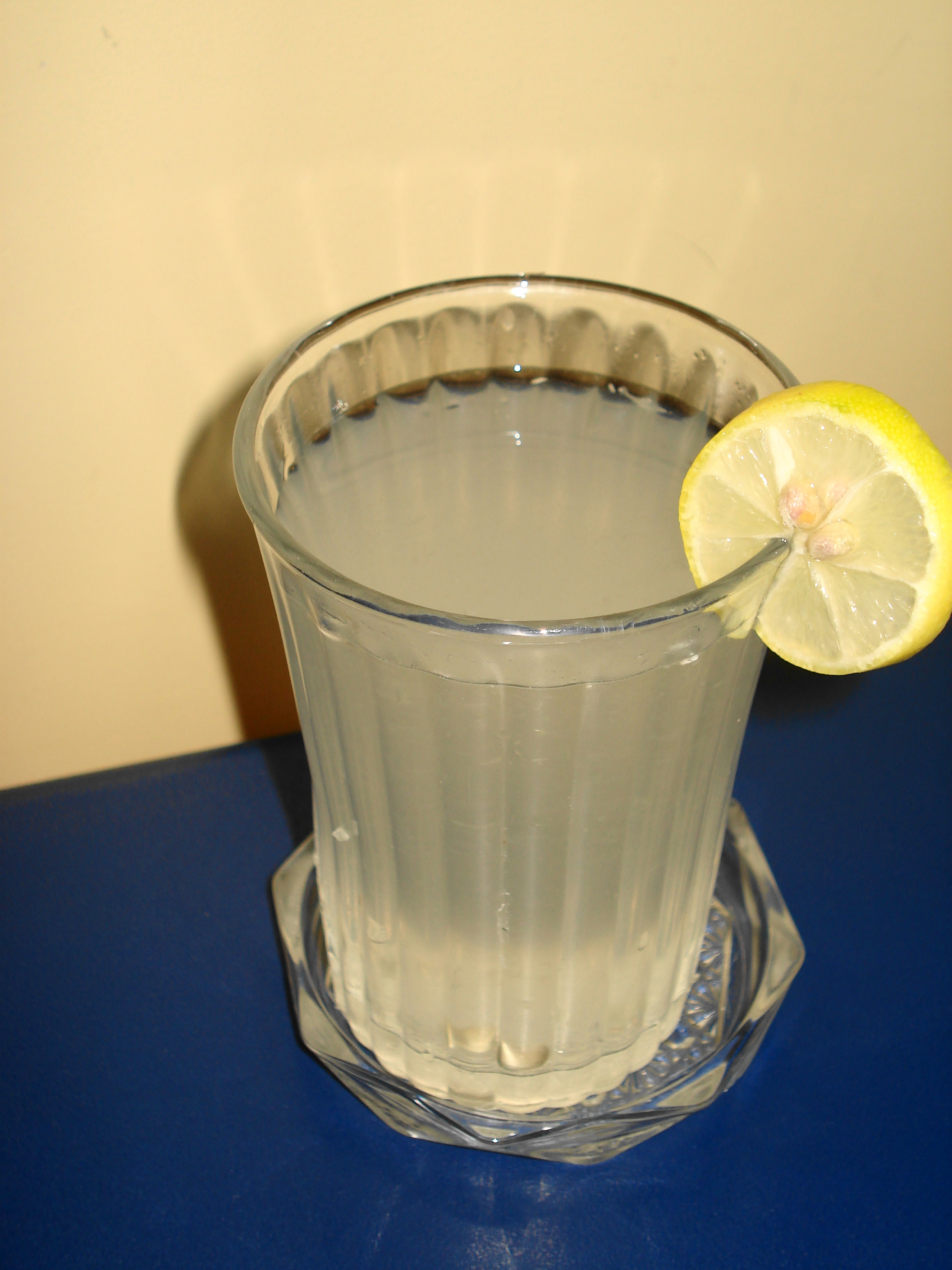
Un bicchiere di limonata

La parte del frutto più comunemente utilizzata è il succo che rappresenta fino al 50% del suo peso, contiene 50-80 grammi/litro di acido citrico, che conferisce il tipico sapore aspro e diversi altri acidi organici tra cui l'acido malico, l'acido ascorbico o vitamina C (0,5 g/L). Il succo pastorizzato si mantiene senza conservanti per almeno un anno e viene usato come ingrediente di vari alimenti e bevande. Il succo concentrato viene invece sottoposto a ulteriore lavorazione e consumato nell'industria conserviera. Dal succo del limone si produce la limonata, una bevanda a base di succo di limone, acqua e zucchero.

### L'olio essenziale

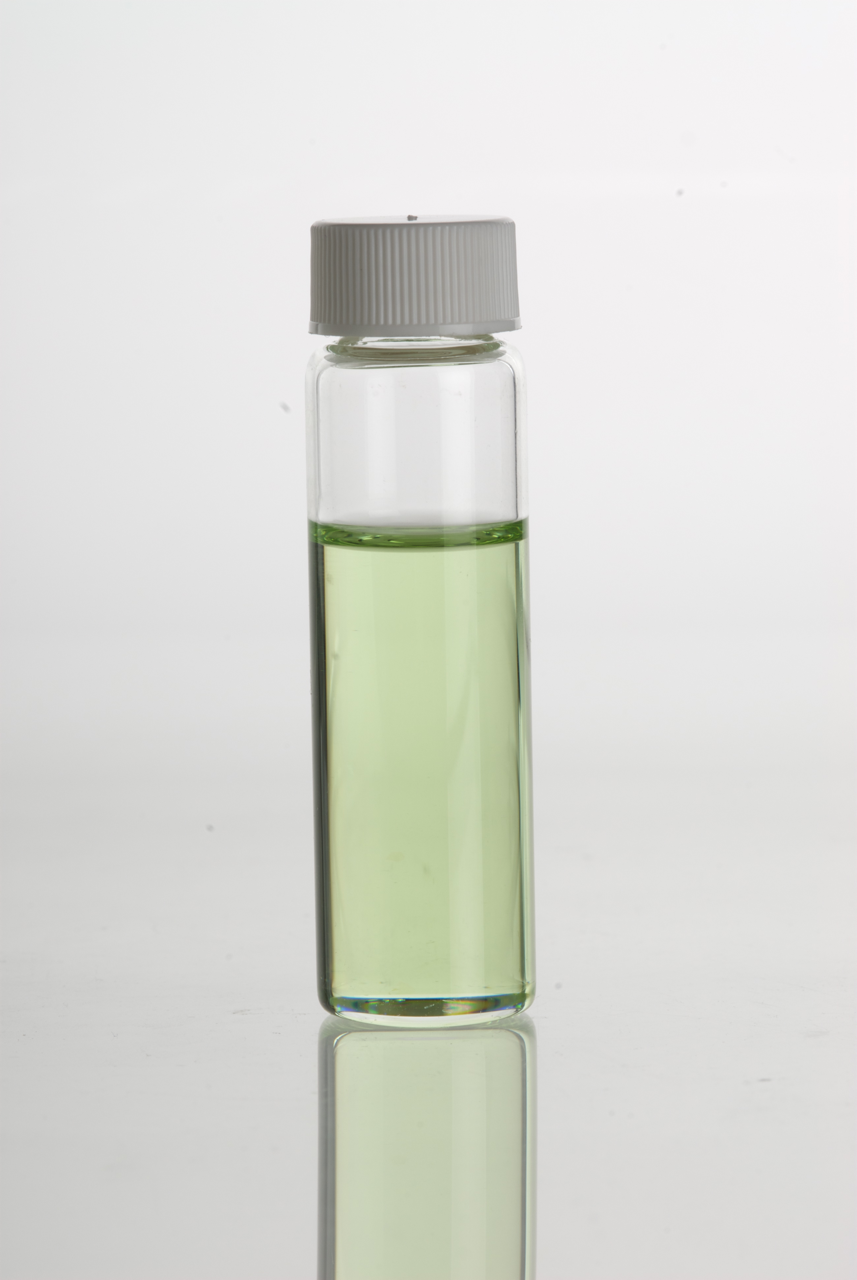
Olio essenziale di limone

L'olio essenziale del limone è un liquido etereo e volatile con un colore che va da giallo a verde, una volta estratto per pressione meccanica mantiene l'odore della scorza, è quasi completamente solubile in alcol etilico a 96° ed è costituito prevalentemente da limonene e pineni (beta-pinene, alfa pinene, gamma terpinene). Occorrono circa tremila limoni per ottenere almeno 1 kg di essenza, e in genere i frutti verdi ne forniscono maggiori quantità. L'olio essenziale viene industrialmente deterpenato sia per distillazione sottovuoto sia con l'impiego di solventi (CO2 supercritica). È impiegato principalmente nell'industria alimentare per il suo potere aromatizzante e in quella profumiera. Nella produzione di detersivi vengono spesso impiegati i suoi sottoprodotti (terpeni, distillati dal succo e dalle "fezze" (residui fermentati di lavorazione industriale).

### Usi farmaceutici
Anche in farmacologia il limone è molto apprezzato e le sue parti utilizzate sono il succo e il pericarpo (scorza). Il suo uso come farmaco era consolidato quando ancora non si sapeva nulla delle vitamine. Innanzi tutto ne veniva apprezzato il succo quale antiemorragico, disinfettante, diminuzione consistenza di feci (diarrea) e ipoglicemizzanti (tende a far diminuire il glucosio nel sangue). Nell'aromaterapia viene indicato come rinfrescante, tonico per la circolazione, battericida, antisettico, valido per abbassare la pressione arteriosa, utile per eliminare verruche, calli, gengive infiammate, per curare artrite e reumatismi, vene varicose, raffreddore, influenza. Era reputato indispensabile nella cura dello scorbuto, cosa ben nota tra i marinai che non mancavano di approvvigionarsi di limoni prima di ogni viaggio impegnativo.
| 100 g di polpa di limone contengono: |         |         |        |          |        |          |            |
| kcal                                 | kJ      | acqua   | lipidi | potassio | calcio | magnesio | vitamina C |
| 35-56                                | 151-235 | 84-90 g | 0,6 g  | 149 mg   | 11 mg  | 28 mg    | 51 mg      |

il che rappresenta il 71% del fabbisogno giornaliero di vitamina C per una persona adulta, e il 7% del fabbisogno di potassio, l'1% di calcio e il 9% di magnesio.